# Jean-Jacques Blaise d’Abbadie
Jean-Jacques Blaise d’Abbadie (ur. 4 lutego 1726 w Audaux, zm. 4 lutego 1765 w Nowym Orleanie) – francuski gubernator Luizjany od 1763 do 1765 roku, następca Louisa Billouarta, poprzednik Charlesa Philippe’a Aubry’ego. Pochowany w bazylice katedralnej św. Ludwika w Nowym Orleanie.